# 허리엉치신경줄기
허리엉치신경줄기(lumbosacral trunk), 또는 요천추신경간은 허리신경얼기와 엉치신경얼기를 연결하는 신경 조직이다.

## 구조
허리엉치신경줄기는 L5의 앞가지 전체와 L4의 일부로 구성된다. 큰허리근의 안쪽 가장자리에 처음 나타나며 첫째엉치신경에 합류하기 위해 골반가장자리(pelvic brim)를 따라 아래로 주행한다. 
셋째엉치신경의 앞갈래는 위가지와 아래가지로 나뉘는데, 전자는 엉치신경얼기로, 후자는 음부신경얼기로 들어간다. 이로 인해 허리신경얼기와 엉치신경얼기가 서로 연결된다.

## 임상적 중요성
허리엉치신경줄기는 분만의 두 번째 단계에서 태아 머리(fetal head)에 의해 눌릴 수 있다. 이것은 다리에서 약간의 근육 약화를 일으킨다. 일반적으로 분만 이후에 완전히 회복된다.

## 추가 이미지

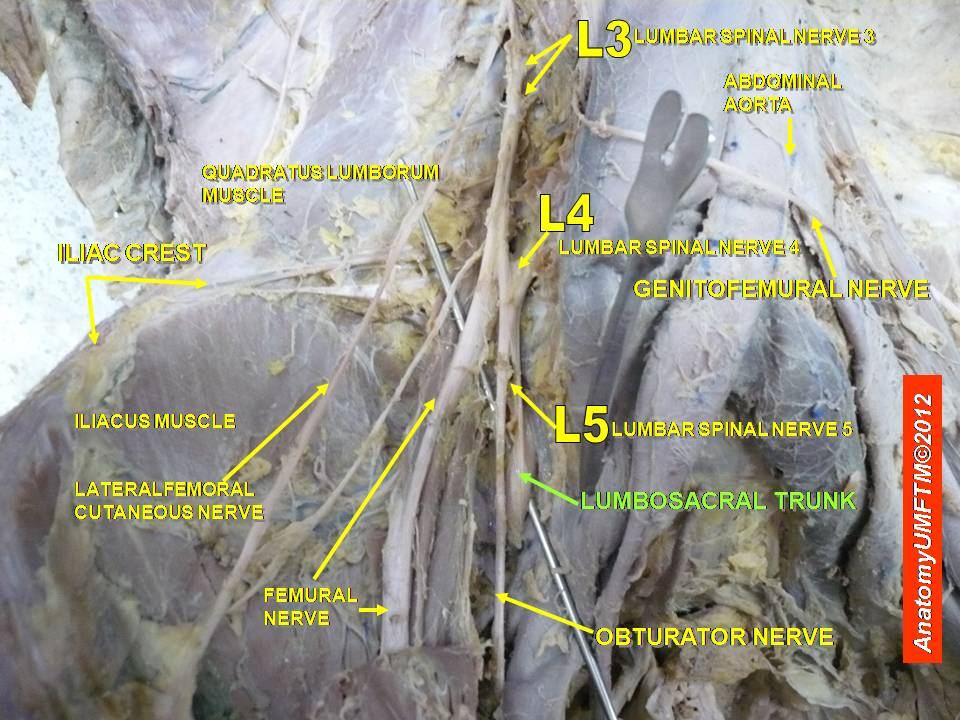
허리엉치신경얼기.
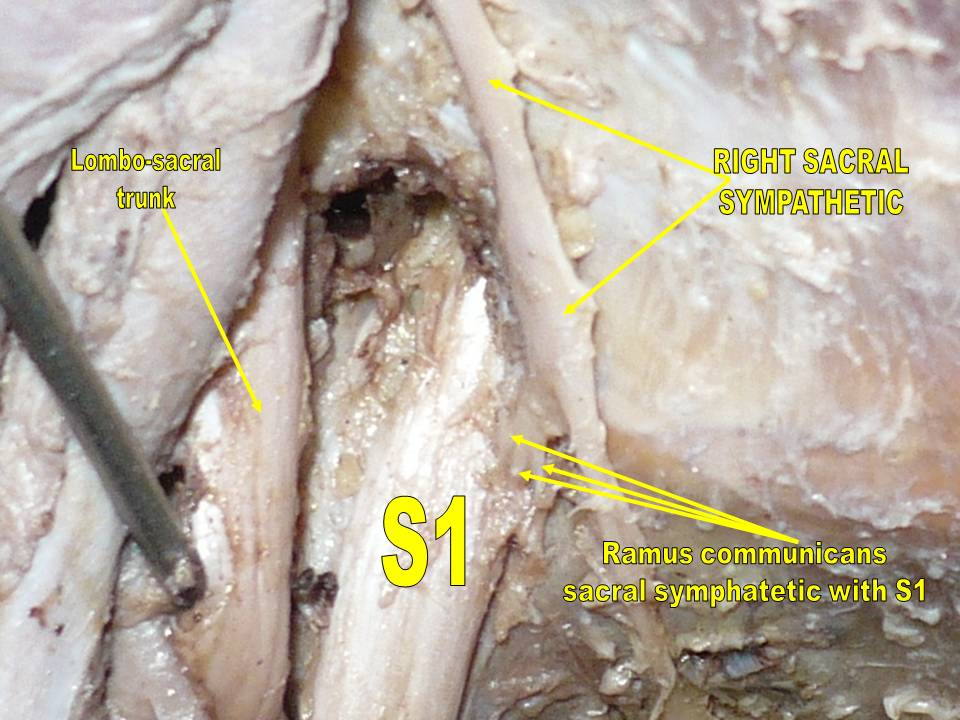
S1 높이에서 보이는 허리엉치신경줄기.